# Octavia Nasr
Octavia Nasr (1966), nascida em Beirute, Líbano, é uma jornalista especializada em temas do Oriente Médio. Ela foi funcionária da rede CNN até Julho de 2010 quando foi demitida por declarar em público respeito pelo clérigo e um dos líderes do Hezbollah, Sayyed Mohammad Hussein Fadlallah.

## Incidente
A declaração polêmica de Nasr foi publica no seu Twitter em 4 de Julho de 2010 e dizia: 
| “ | Sad to hear of the passing of Sayyed Mohammad Hussein Fadlallah.. One of Hezbollah's giants I respect a lot.. | ” |

Sayyed Mohammad Hussein Fadlallah morreu em 4 de Julho de 2010 e o Hezbollah é considerado uma organização terrorista por diversas nações do mundo como: Estados Unidos, Reino Unido e Israel.
Em 6 de Julho de 2010 Nasr publicou uma nova mensagem sobre o tema esclarecendo que o respeito a que se referia seria devido a defesa do clérigo em prol das mulheres islâmicas.